# Archbach
Archbach – rzeka w zachodniej austrii, w Tyrolu, o długości 7 km i powierzchni dorzecza 2,87 km².
Ta rzeka wychodzi z jeziora polodowcowego Plansee, na terytorium gminy Breitenwang. Po czym płynie na północny wschód przez Reutte i dalej przez Pflach, gdzie na jego wysokości uchodzi jako prawy dopływ Lecha.